# Selección de fútbol sub-21 de Checoslovaquia
La selección de fútbol sub-21 de Checoslovaquia fue el equipo nacional de fútbol para los sub-21 de Checoslovaquia, antes de que el país se dividiera en la República Checa y Eslovaquia (para obtener información sobre las selecciones nacionales de los dos países, consulte los artículos selección de fútbol sub-21 de la República Checa y selección de fútbol sub-21 de Eslovaquia).
Tras el reajuste de las competiciones juveniles de la UEFA en 1976, se formó el equipo sub-21 de Checoslovaquia. Pese al fin del país en enero de 1993, el equipo jugó hasta marzo de 1994, cumpliendo sus partidos en el Campeonato de Europa UEFA Sub-21 como equipo combinado. Dado que las reglas de la competencia sub-21 establecen que los jugadores deben tener 21 años o menos al comienzo de una competencia de dos años, técnicamente es una competencia sub-23. También se muestra el récord de Checoslovaquia en las competiciones sub-23 precedentes.
En sus doce competiciones Sub-23 y Sub-21, el equipo tuvo un récord decente, ganando la primera competición en 1972 y llegando a cuartos de final en siete ocasiones. El equipo no se clasificó para los ocho finalistas en cuatro ocasiones.

## Participaciones

### Campeonato Sub-23 de la UEFA
Checoslovaquia fue elegida al azar para enfrentarse al campeón Bulgaria por el título, que no ganó. La competición fue abandonada en el verano de 1970 para una competición más grande, el próximo partido competitivo de Checoslovaquia fue en la clasificación para esa competición, que terminó en 1972 con ellos como campeones.
- 15 de noviembre de 1967 : Bulgaria 2-1 Checoslovaquia
- 1972: Campeones.
- 1974: Perdiendo cuartofinalistas.
- 1976: No calificó. Terminado tercero de 3 en el grupo de clasificación.

### Campeonato Sub-21 de la UEFA
- 1978: Perdiendo cuartofinalistas.
- 1980: Perdiendo cuartofinalistas.
- 1982: No calificó. Terminó segundo de 3 en el grupo de clasificación.
- 1984: No calificó. Terminó segundo de 4 en el grupo de clasificación.
- 1986: No calificó. Terminó tercero de 4 en el grupo de clasificación.
- 1988: Perdiendo cuartofinalistas.
- 1990: Perdiendo cuartofinalistas.
- 1992: Perdiendo cuartofinalistas.
- 1994: Perdiendo cuartofinalistas.

- Datos: Q908115